# 裴胄
裴胄（729年—803年），字胤叔，绛州闻喜县（今山西省闻喜县）人，唐朝官员，裴宽弟弟的儿子。
裴胄擢明经及第。初为太仆寺主簿。后来在李抱玉凤翔幕府，后来跟随宣歙观察使陈少游。李抱玉对他不满，弹劾他贬为桐庐尉。李栖筠为浙西观察使，以裴胄为支使。唐代宗召李栖筠为御史大夫，以裴胄为殿中侍御史。被元载厌恶。李栖筠卒，裴胄护丧回到洛阳，人们为他担心，裴胄屹然不屈。元载倒台后，拜为刑部员外郎，转任宣州刺史。杨炎为相，裴胄贬为汀州司马。后来官至湖南观察团练使、荆南节度使。为官清廉，常赋之外不横敛。每次宦官来临，他待之有节，不行贿赂，为人称道。贞元十九年十月卒，时年七十五岁，赠右仆射，谥成。